# Stadio Stephen Keshi
Lo Stadio Stephen Keshi è un impianto sportivo sito ad Asaba, in Nigeria. È intitolato al calciatore nigeriano Stephen Keshi.
L'impianto nel 2018 ha ospitato i campionati africani di atletica leggera.